# Кубок Європи зі спортивної ходьби 2019
Кубок Європи зі спортивної ходьби 2019 був проведений 19 травня в Алітусі. Траса змагань була прокладена колом 1 км в центральній частині міста.
Кожна команда мала право виставити до чотирьох спортсменів в кожному з дорослих заходів та до трьох — в юніорських змаганнях. Найкращі країни в командному заліку визначались за сумою місць трьох найкращих спортсменів серед дорослих та двох найкращих — серед юніорів.
У програмі змагань вперше в історії турніру була представлена жіноча ходьба на 50 км.

## Призери

### Чоловіки

#### 20 км
| Першість | Золото                                                                                         | Золото  | Срібло                                                                       | Срібло  | Бронза                                                                            | Бронза  |
| -------- | ---------------------------------------------------------------------------------------------- | ------- | ---------------------------------------------------------------------------- | ------- | --------------------------------------------------------------------------------- | ------- |
| Особиста | Персеус Карлстрем Швеція                                                                       | 1:19.54 | Василь Мізінов Допущені нейтральні атлети                                    | 1:20.18 | Дієго Гарсія Іспанія                                                              | 1:20.23 |
| Командна | Іспанія Дієго Гарсія (3) Альваро Мартін (5) Мігель Анхель Лопес (6) Луїс Альберто Амескуа (32) | 14 очок | Велика Британія Томас Босворт (4) Каллум Вілкінсон (9) Кемерон Корбішлі (25) | 38      | Україна Іван Лосев (10) Едуард Забуженко (11) Віктор Шумік (17) Олег Свистун (36) | 38      |

#### 50 км
| Першість | Золото                                                                             | Золото     | Срібло                                                                                    | Срібло     | Бронза                                                                   | Бронза  |
| -------- | ---------------------------------------------------------------------------------- | ---------- | ----------------------------------------------------------------------------------------- | ---------- | ------------------------------------------------------------------------ | ------- |
| Особиста | Йоанн Дініз Франція                                                                | 3:37.43 CR | Дмитро Дюбін Білорусь                                                                     | 3:45.51 PB | Жуан Вієйра Португалія                                                   | 3:46.38 |
| Командна | Україна Іван Банзерук (6) Валерій Літанюк (7) Сергій Будза (13) Дмитро Собчук (23) | 26 очок    | Іспанія Хосе Ігнасіо Діас (8) Хесус Анхель Гарсія (15) Марк Тур (20) Бенхамін Санчес (26) | 43         | Білорусь Дмитро Дюбін (2) Олександр Ляхович (22) Володимир Колесник (25) | 49      |

#### 10 км(U20)
| Першість | Золото                                                         | Золото   | Срібло                                                    | Срібло | Бронза                                            | Бронза |
| -------- | -------------------------------------------------------------- | -------- | --------------------------------------------------------- | ------ | ------------------------------------------------- | ------ |
| Особиста | Ріккардо Орсоні Італія                                         | 42.43 PB | Педро Конеса Іспанія                                      | 43.18  | Лукаш Недзялек Польща                             | 43.28  |
| Командна | Італія Ріккардо Орсоні (1) Альдо Андреї (6) Габріеле Гамба (9) | 7 очок   | Іспанія Педро Конеса (2) Елой Орнеро (7) Хосе Местре (17) | 9      | Туреччина Сельман Ільхан (4) Мустафа Текдаль (19) | 23     |

### Жінки

#### 20 км
| Першість | Золото                                                                                      | Золото     | Срібло                                                                   | Срібло     | Бронза                                                                         | Бронза     |
| -------- | ------------------------------------------------------------------------------------------- | ---------- | ------------------------------------------------------------------------ | ---------- | ------------------------------------------------------------------------------ | ---------- |
| Особиста | Живіле Вайцюкевічуте Литва                                                                  | 1:29.48 SB | Лаура Гарсія-Каро Іспанія                                                | 1:29.55 SB | Ракель Гонсалес Іспанія                                                        | 1:30.17 SB |
| Командна | Іспанія Лаура Гарсія-Каро (2) Ракель Гонсалес (3) Марія Перес (11) Лідія Санчес-Пуебла (17) | 16 очок    | Італія Елеонора Домінічі (6) Валентина Траплетті (8) Ніколь Коломбі (13) | 27         | Білорусь Дар'я Полуектова (7) Вікторія Рощупкіна (10) Анастасія Раровська (16) | 33         |

#### 50 км
| Першість | Золото                                                                                  | Золото        | Срібло                                                                    | Срібло     | Бронза                                                                                                | Бронза  |
| -------- | --------------------------------------------------------------------------------------- | ------------- | ------------------------------------------------------------------------- | ---------- | --- | ------- |
| Особиста | Елеонора Джорджі Італія                                                                 | 4:04.50 ER CR | Юлія Такач Іспанія                                                        | 4:05.46 NR | Інеш Енрікеш Португалія                                                                               | 4:13.57 |
| Командна | Україна Валентина Мирончук (4) Олена Собчук (6) Христина Юдкіна (8) Людмила Шелест (17) | 18 очок       | Іспанія Юлія Такач (2) Айноа Пінедо (9) Мар Хуарес (10) Марія Ларіос (22) | 21         | Італія Елеонора Джорджі (1) Марія Вітторія Беккетті (11) Федеріка Кур'яцці (15) Беатріче Форесті (20) | 27      |

#### 10 км(U20)
| Першість | Золото                                                    | Золото | Срібло                                                   | Срібло | Бронза                                                        | Бронза |
| -------- | --------------------------------------------------------- | ------ | -------------------------------------------------------- | ------ | ------------------------------------------------------------- | ------ |
| Особиста | Мер'єм Бекмез Туреччина                                   | 45.37  | Евін Демір Туреччина                                     | 46.49  | Полін Сте Франція                                             | 47.53  |
| Командна | Туреччина Мер'єм Бекмез (1) Евін Демір (2) Кадер Дост (5) | 3 очки | Франція Полін Сте (3) Каміль Мутар (8) Маель Террек (17) | 11     | Іспанія Маріона Гарсія (6) Мірея Уррутія (10) Хемма Мора (14) | 16     |

## Виступ українців
Склад збірної України для участі в змаганнях був затверджений рішенням виконавчого комітету ФЛАУ.
Збірна України виграла три медалі Кубка Європи. На дистанціях 50 кілометрів як серед чоловіків, так і серед жінок українці стали переможцями у командному заліку, а чоловіча команда на 20 кілометрів виграла бронзові медалі.

### Чоловіки
| Місце | Атлет                             | Результат |
| ----- | --------------------------------- | --------- |
| 10    | Іван Лосев Київська область       | 1:22.21   |
| 11    | Едуард Забуженко Київська область | 1:22.40   |
| 17    | Віктор Шумік Волинська область    | 1:24.30   |
| 36    | Олег Свистун Сумська область      | 1:30.12   |

| Місце | Атлет                                     | Результат |
| ----- | ----------------------------------------- | --------- |
| 6     | Іван Банзерук Волинська область           | 3:48.40   |
| 7     | Валерій Літанюк Івано-Франківська область | 3:51.27   |
| 13    | Сергій Будза Київська область             | 3:57.34   |
| 23    | Дмитро Собчук Волинська область           | 4:03.13   |

| Місце | Атлет                                | Результат |
| ----- | ------------------------------------ | --------- |
| 10    | Ігор Гончаренко Сумська область      | 44.28     |
| 14    | Тарас Корецький Волинська область    | 44.57     |
| 18    | Владислав Бірюков Харківська область | 45.24     |

### Жінки
| Місце | Атлетка                                | Результат |
| ----- | -------------------------------------- | --------- |
| 4     | Інна Кашина Київська область           | 1:30.33   |
| 24    | Марія Філюк Волинська область          | 1:38.46   |
| 28    | Ганна Шевчук Івано-Франківська область | 1:40.12   |
| 39    | Тамара Гаврилюк Житомирська область    | 1:46.58   |

| Місце | Атлетка                                   | Результат |
| ----- | ----------------------------------------- | --------- |
| 4     | Валентина Мирончук Волинська область      | 4:15.50   |
| 6     | Олена Собчук Волинська область            | 4:17.07   |
| 8     | Христина Юдкіна Івано-Франківська область | 4:19.57   |
| 23    | Людмила Шелест Сумська область            | 4:36.05   |

| Місце | Атлетка                        | Результат |
| ----- | ------------------------------ | --------- |
| 16    | Дарина Касян Волинська область | 50.45     |
| 20    | Євгенія Сичок Київська область | 50.58     |
| 26    | Аліна Ткач Сумська область     | 53.10     |

## Медальний залік
За регламентом змагань, крім особистих медалей спортсменів, до медального заліку включались нагороди, отримані країнами за підсумками командного заліку в межах кожної дисципліни.
| Місце | Команда         | Золото | Срібло | Бронза | Загалом |
| ----- | --------------- | ------ | ------ | ------ | ------- |
| 1     | Італія          | 3      | 1      | 1      | 5       |
| 2     | Іспанія         | 2      | 6      | 3      | 11      |
| 3     | Туреччина       | 2      | 1      | 1      | 4       |
| 4     | Україна         | 2      | 0      | 1      | 3       |
| 5     | Франція         | 1      | 1      | 1      | 3       |
| 6     | Литва           | 1      | 0      | 0      | 1       |
| 6     | Швеція          | 1      | 0      | 0      | 1       |
| 8     | Білорусь        | 0      | 1      | 2      | 3       |
| 9     | Велика Британія | 0      | 1      | 0      | 1       |
| 10    | Португалія      | 0      | 0      | 2      | 2       |
| 11    | Польща          | 0      | 0      | 1      | 1       |

## Онлайн-трансляція
- Кубок Європи зі спортивної ходьби 2019 на YouTube